# Evilution
Evilution gavs ut 1989 och är det första fullängdsalbumet av det stockholmsbaserad punkbandet The Krixhjälters. Skivbolaget är Chicken Brain Records (CBR) och albumet är producerat av The Krixhjälters. Albumet gavs ut både på vinyl och som CD och låtarna nummer 8 och 9 är bonusspår på cd-utgåvan. Ordningen i låtlistan nedan är den verkliga, medan cd-inlagan anger omvänd ordning på bonuslåtarna.

## Låtlista
1. Evilution / He Speaks 0:13/4:41
2. Beria, Show Him the Door 4:57
3. Mulling Over Anaesthesia - 4:46
4. To Whom Can You Turn - 6:22
5. Imperial Leather - 4:08
6. Kill Each Other - 3:59
7. Justify the Means - 4:09
8. i - 5:21
9. The Perfect Hand - 4:35
10. I - 7:22

## Banduppsättning
- Pontus Lindqvist - bas, sång
- Rasmus Ekman - gitarr
- Stefan Kälfors - trummor
- Per Ström - gitarr

### Gästmusiker
- Jenny Carlsson - sång
- Styrbjörn Karlin - specialeffekter
- Gunnar Lindqvist - flöjt, saxofon
- Tommy Moberg - sång
- Anders Paulsson - sång
- Ragne Wahlqvist - sång